# Смрковский, Йозеф
Йозеф Смрковский (чеш. Josef Smrkovský; 26 февраля 1911 — 15 января 1974) — чехословацкий политик и участник реформаторского крыла Коммунистической партии во время Пражской весны 1968 года.

## Ранний период жизни
Йозеф Смрковский родился в многодетной семье мелкого земледельца в деревне Веленка недалеко от Чески-Брода, в Королевстве Богемия (современная Чехия). Став взрослым, он начал работать пекарем, вскоре стал секретарем Красного профсоюза (1930—1932) и участвовал в коммунистическом движении. Вступил в комсомол в 1929 году, в Коммунистическую партию Чехословакии (КПЧ) в 1933 году, стал секретарём Коммунистического союза молодежи Праги (1933–1935) и отправился учиться в политическую школу в Советском Союзе. Вернувшись, Смрковский начал работать секретарем обкома КПЧ в Брно (1937—1938)..

## Вторая мировая война
Во время Второй мировой войны Смрковский участвовал в нелегальном коммунистическом сопротивлении нацистской оккупации под подпольным псевдонимом Врба, в том числе в левой антифашистской организации «Předvoj» («Авангард») и в конечном итоге стал членом центрального комитета КПЧ. В феврале 1945 года он стал заместителем председателя высшего органа сопротивления, Чешского национального совета (ЧНС). В мае 1945 года в качестве члена ЧНС вёл переговоры о соглашении о капитуляции нацистских частей в Праге. Известен тем, что воспрепятствовал армии США освободить Прагу через Пльзень, что он сам подтвердил публично в 1960-х годах. Его жена Катрин (настоящее имя Божена) была депортирована в концентрационный лагерь Равенсбрюк , где по примеру мужа присоединилась к сопротивлению. 

## «Победоносный февраль» и политическое заключение
Хотя Чешский национальный совет был распущен в 1945 году, а его члены были непопулярны у советских властей, Смрковский был кооптирован в президиум Центрального комитета КПЧ. Он работал председателем Фонда земельной собственности, а в 1946 году был избран депутатом Национального собрания. Во время правительственного кризиса в феврале 1948 года он служил командиром Народного ополчения и помог поддержать успешный коммунистический переворот в феврале 1948 года (который позже стал известен как «Победоносный февраль»). Затем устроился на работу в Министерстве сельского хозяйства.
В 1951 году Смрковский был внезапно арестован и приговорён к пожизненному заключению за сотрудничество с «центром заговора» Рудольфа Сланского. Показания против него под давлением дал Отто Шлинг. Дело Смрковского был выделен в отдельное от процесса Сланского судопроизводство. Из показаний следователя Службы безопасности Богумила Дубека следует, что на допросах Йозеф Смрковский подвергался принудительному заключению, голоду и физическому насилию, однако отказался в чём-либо «признаваться». Хотя никаких доказательств против Смрковского обнаружено не было, на основании сфабрикованных материалов он был приговорён за государственную измену и диверсию к длительному тюремному заключению сроком на 15 лет. Освобождён в 1955 году и полностью реабилитирован в 1963 году

## Пражская весна
После выхода из тюрьмы Смрковский работал руководителем сельскохозяйственного кооператива (КСХ Павловице). В 1963 году его перевели на работу в министерство народного контроля. В 1964 году Йозеф Смрковский снова стал депутатом Национального собрания, в 1965 году — председателем Центрального управления водного хозяйства, в 1966 году на XIII съезде Компартии Чехословакии — членом ЦК КПЧ, и в конце концов — министром лесного и водного хозяйства в 1967 году.

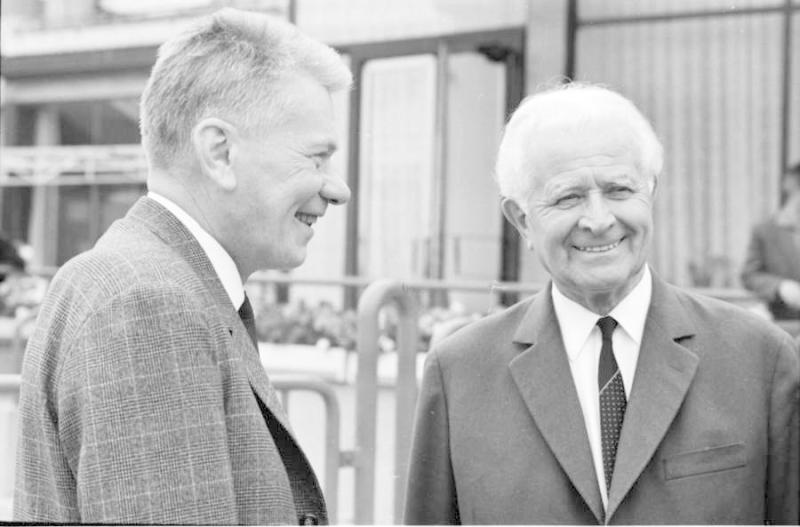
Йозеф Смрковский и Людвик Свобода в 1968 году.

Смрковский участвовал в «Пражской весне» 1968 года, ратуя за «социализм с человеческим лицом». Он не только поддержал отстранение Антонина Новотного с поста лидера Коммунистической партии, но и сделал публичное заявление («Что ждет впереди») в конце января 1968 года в поддержку избрания Александра Дубчека первым секретарём. Смрковский был назначен председателем Национального собрания в апреле 1968 года и как талантливый оратор стал (вместе с Дубчеком) одним из самых популярных политиков той эпохи. Он был сторонником демократических реформ, но оставался сторонником коммунистической идеологии и продолжал поддерживать гарантированную конституцией ведущую роль коммунистической партии в государстве.

## Советская оккупация
В результате Вторжения стран Варшавского договора Смрковский и другие ведущие сторонники реформ были депортированы в Москву, где они были вынуждены подписать так называемый Московский протокол (за исключением Франтишека Кригеля, который наотрез отказался). По возвращении Смрковский безуспешно пытался помешать сталинистскому крылу взять под контроль партию. Он был понижен в должности по требованию Густава Гусака, исключён из КПЧ в марте 1970 года и публично осуждён в прессе.
В 1971 году принял участие в праздновании дня рождения Богумила Грабала. Умер в 1974 году и был похоронен под контролем полиции. Некролог, отправленный Дубчеком родственникам Смрковского, был опубликован в итальянской ежедневной газете Giorni — Vie Nuove и перепечатан в Le Monde или New York Herald Tribune.
Урна с останками впоследствии была украдена и найдена в поезде в Ческе-Веленице. Лишь в 1990 году останки Йозефа Смрковского были похоронены на Ольшанском кладбище в Праге.